# Акантоліз
Акантоліз — втрата міжклітинних контактів, як-от десмосом, яка завершується втратою з'єднань між кератиноцитами, що спостерігається, наприклад, у разі звичайної пухирниці. Процес не присутній у випадку пухиристого пемфігоїду, що робить його корисним під час диференційної діагностики.
Ця гістологічна ознака також спостерігається при інфекціях вірусами простого герпесу (ВПГ 1 і 2) та вірусом вітряної віспи (вітряна віспа й оперізувальний лишай).